# Robert Bunda
Robert "Bobby" Bunda (Waialua, 25 de abril de 1947) é um filiado do Partido Democrata dos Estados Unidos e, desde 1994, senador local no estado do Havaí, representando o vigésimo-segundo distrito e sendo presidente emérito do Senado daquele estado.
Entre 1983 e 1994, foi membro da assembleia legislativa (State's House of Representatives) do Havaí.
Foi, também, o primeiro americano de ascendência filipina a obter a presidência de uma casa legislativa nos Estados Unidos.